# ヒト顆粒球アナプラズマ症
ヒト顆粒球アナプラズマ症（ヒトかりゅうきゅうアナプラズマしょう、英語: Human Granulocytic Anaplasmosis, HGA）とは、マダニにより媒介されるグラム陰性桿菌による感染症のひとつで、人獣共通感染症のアナプラズマ症のひとつである。

## 概要
1994年に初めて報告され、家畜の感染症であるエーリキア症の人畜感染とされたため、ヒト顆粒球エーリキア症 (HGE) と命名された。
病原体は1996年に単離され、新種 Ehrlichia phagocytophila と記載された。2001年の新分類で Anaplasma phagocytophilum に変更され、この種による感染症は正式にはエーリキア症ではなくアナプラズマ症に属すことになったが、現在もエーリキア症に含められることが多い。
アナプラズマには数種が属するが、本種のみが顆粒球に感染する。本種は人畜双方での感染が報告されており、反芻類には放牧熱 (pasture fever) を引き起こす。他の種は家畜感染だけが報告されている。
輸血による感染も報告されていたが、2008年に中国でヒト－ヒト感染が判明し、JAMAに報告された。また、日本でも2003年〜2004年の調査で静岡県のマダニからA. phagocytophilum が検出されている。
2005年頃から中国の河南省などで「発熱を伴う血小板減少症候群」の流行が起こり、2010年9月に公表された。特徴的な症状としてHGAが挙げられており高熱と血小板減少が見られるが、病原体としてはブニヤウイルス科のウイルスが疑われている（詳細は「重症熱性血小板減少症候群」 (SFTS) を参照）。